# Nguyễn Đức Trung (chính khách)
Nguyễn Đức Trung (sinh năm 1974) là chính trị gia nước Cộng hòa xã hội chủ nghĩa Việt Nam. Ông hiện là Bí thư Tỉnh ủy Nghệ An, Trưởng Ban Chỉ đạo phòng, chống tham nhũng, tiêu cực tỉnh.
Ông từng là Bí thư Ban Cán sự Đảng, Chủ tịch Ủy ban nhân dân tỉnh Nghệ An và kiêm nhiệm các vị trí lãnh đạo hành pháp tỉnh Nghệ An, Thứ trưởng Bộ Kế hoạch và Đầu tư.

## Xuất thân và giáo dục
Nguyễn Đức Trung sinh ngày 21 tháng 3 năm 1974, quê quán tại phường Tĩnh Hải, thị xã Nghi Sơn, tỉnh Thanh Hóa.
Ông có trình độ chuyên môn cử nhân tiếng Anh và thạc sĩ kinh tế.

## Sự nghiệp

### Công tác tại Bộ Kế hoạch và Đầu tư
Nguyễn Đức Trung từng giữ nhiều chức vụ khác nhau tại Bộ Kế hoạch và Đầu tư Việt Nam, bắt đầu từ chuyên viên cho đến Vụ trưởng Vụ Tổ chức cán bộ, Vụ trưởng Vụ Kinh tế địa phương và lãnh thổ, Vụ trưởng Vụ Kết cấu hạ tầng và đô thị, Thứ trưởng.
Từ tháng 12 năm 1997 đến tháng 8 năm 2003, ông là chuyên viên Vụ Thương mại và Dịch vụ (nay là Vụ Kinh tế dịch vụ), Bộ Kế hoạch và Đầu tư.
Từ tháng 8 năm 2003 đến tháng 7 năm 2007, ông là chuyên viên Phòng Thư ký Tổng hợp thuộc Văn phòng Bộ Kế hoạch và Đầu tư.
Từ tháng 7 năm 2007 đến tháng 3 năm 2008, ông là trưởng phòng Phòng Thư ký Tổng hợp thuộc Văn phòng Bộ Kế hoạch và Đầu tư.
Từ tháng 3 năm 2008 đến tháng 10 năm 2009, ông là phó vụ trưởng phụ trách Vụ Tổ chức cán bộ thuộc Bộ Kế hoạch và Đầu tư.
Từ tháng 10 năm 2009 đến tháng 4 năm 2014, ông là vụ trưởng Vụ Tổ chức cán bộ thuộc Bộ Kế hoạch và Đầu tư.
Từ tháng 4 năm 2015 đến tháng 6 năm 2016, ông là vụ trưởng Vụ Kinh tế địa phương và lãnh thổ thuộc Bộ Kế hoạch và Đầu tư.
Từ tháng 7 năm 2016 đến tháng 1 năm 2019, ông là vụ trưởng Vụ Kết cấu hạ tầng và Đô thị thuộc Bộ Kế hoạch và Đầu tư.
Từ ngày 28 tháng 1 năm 2019, ông được Thủ tướng Nguyễn Xuân Phúc bổ nhiệm giữ chức vụ Thứ trưởng Bộ Kế hoạch và Đầu tư theo Quyết định 133/QĐ-TTg. Ông giữ chức vụ Thứ trưởng đến cuối tháng 2 năm 2020.

### Lãnh đạo Ủy ban nhân dân tỉnh Nghệ An
Ngày 18 tháng 3 năm 2020, Hội đồng nhân dân tỉnh Nghệ An khóa 17 tổ chức kì họp thứ 13 (bất thường) bầu Nguyễn Đức Trung giữ chức vụ Chủ tịch Ủy ban nhân dân tỉnh Nghệ An nhiệm kì 2016-2021 với số phiếu thuận 100% (80/80 phiếu).
Ngày 23 tháng 3 năm 2020, tại Quyết định số 405/TTg, Thủ tướng Chính phủ đã phê chuẩn kết quả bầu chức vụ Chủ tịch Ủy ban nhân dân tỉnh Nghệ An nhiệm kỳ 2016-2021 đối với đồng chí Nguyễn Đức Trung.
Ngày 4 tháng 7 năm 2021, Kỳ họp thứ nhất Hội đồng nhân dân tỉnh Nghệ An khoá XVIII, nhiệm kỳ 2021 - 2026. Ông Nguyễn Đức Trung - Phó Bí thư Tỉnh ủy tiếp tục được HĐND tỉnh bầu giữ chức vụ Chủ tịch UBND tỉnh Nghệ An nhiệm kỳ 2021 - 2026 với tỷ lệ 100% số phiếu đại biểu có mặt.
Ngày 13 tháng 7 năm 2021, Tại Quyết định số 1147/QĐ-TTg, Thủ tướng Chính phủ phê chuẩn kết quả bầu chức vụ Chủ tịch Ủy ban nhân dân tỉnh Nghệ An nhiệm kỳ 2021-2026 đối với ông Nguyễn Đức Trung, Phó Bí thư Tỉnh ủy, Chủ tịch Ủy ban nhân dân tỉnh Nghệ An nhiệm kỳ 2016-2021.

## Hoạt động trong Đảng Cộng sản Việt Nam
Nguyễn Đức Trung là đảng viên Đảng Cộng sản Việt Nam.
Ông gia nhập đảng vào ngày 25 tháng 6 năm 2002, trở thành đảng viên chính thức vào ngày 25 tháng 6 năm 2003.
Ông có chứng chỉ cao cấp lí luận chính trị của đảng này.
Từ tháng 4 năm 2005 đến tháng 3 năm 2008, ông là ủy viên Ban chấp hành Đảng bộ Văn phòng Bộ Kế hoạch và Đầu tư.
Từ tháng 11 năm 2009 đến tháng 4 năm 2014, ông là ủy viên Ban cán sự đảng, ủy viên Ban thường vụ Đảng ủy Vụ Tổ chức Cán bộ, Bộ kế hoạch và Đầu tư nhiệm kì 2010-2015.
Từ tháng 4 năm 2015 đến tháng 6 năm 2016, ông là ủy viên Ban thường vụ Đảng ủy Vụ Kinh tế địa phương và lãnh thổ thuộc Bộ Kế hoạch và Đầu tư.
Từ tháng 7 năm 2016 đến tháng 1 năm 2019, ông là ủy viên Ban thường vụ Đảng ủy Vụ Kết cấu hạ tầng và Đô thị thuộc Bộ Kế hoạch và Đầu tư.
Năm 2017, ông là Bí thư chi bộ Vụ Kết cấu hạ tầng và Đô thị thuộc Bộ Kế hoạch và Đầu tư.
Từ tháng 1 năm 2019 đến tháng 2 năm 2020, ông là ủy viên Ban cán sự đảng, ủy viên ban thường vụ đảng ủy Bộ Kế hoạch và Đầu tư.
Ngày 27 tháng 2 năm 2020, Ban Bí thư Ban Chấp hành Trung ương Đảng Cộng sản Việt Nam khóa 12 ra quyết định số 1869 - QĐNS/TW điều động, luân chuyển, chỉ định Nguyễn Đức Trung thôi giữ chức Ủy viên Ban Cán sự Đảng Bộ Kế hoạch và Đầu tư để tham gia Ban Chấp hành, Ban Thường vụ và giữ chức vụ Phó Bí thư Tỉnh ủy Nghệ An nhiệm kỳ 2015-2020.
Ngày 17 tháng 10 năm 2020, Đại hội đã tiến hành bầu Ban Chấp hành Đảng bộ tỉnh Nghệ An khóa XIX, nhiệm kỳ 2020 - 2025. Tại hội nghị lần thứ nhất, Ban Chấp hành Đảng bộ tỉnh bầu đồng chí Nguyễn Đức Trung tái đắc cử chức Phó Bí thư Tỉnh ủy khóa XIX, nhiệm kỳ 2020 - 2025.
Ngày 08 tháng 07 năm 2024, ông được tham gia Lớp bồi dưỡng, cập nhật kiến thức, kỹ năng đối với cán bộ quy hoạch Ủy viên Ban Chấp hành Trung ương Đảng khóa XIV (Lớp thứ nhất).

### Bí thư Tỉnh ủy Nghệ An
Ngày 11 tháng 11 năm 2024, tại Hội nghị Ban Chấp hành Đảng bộ tỉnh Nghệ An khóa XIX, ông Nguyễn Đức Trung, Phó Bí thư Tỉnh ủy, Chủ tịch UBND tỉnh được Ban Chấp hành Đảng bộ tỉnh tín nhiệm bầu giữ chức vụ Bí thư Tỉnh ủy, nhiệm kỳ 2020 - 2025 với số phiếu đạt 100% đại biểu tham dự.
Sáng 16 tháng 11 năm 2024, Tỉnh ủy Nghệ An tổ chức Hội nghị công bố Quyết định của Bộ Chính trị chuẩn y chức danh Bí thư Tỉnh ủy nhiệm kỳ 2020-2025.
Tại Hội nghị, đồng chí Đỗ Trọng Hưng – Ủy viên Ban Chấp hành Trung ương Đảng, Phó Trưởng Ban Tổ chức Trung ương đã công bố Quyết định số 1674-QĐNS/TW ngày 12/11/2024 của Bộ Chính trị chuẩn y giữ chức Bí thư Tỉnh ủy Nghệ An nhiệm kỳ 2020-2025 và chỉ định tham gia Đảng ủy Quân khu 4 nhiệm kỳ 2020-2025 đối với đồng chí Nguyễn Đức Trung – Bí thư Tỉnh ủy, Chủ tịch UBND tỉnh.